# Claroscuro (álbum)
Claroscuro es el nombre del tercer álbum del cantante mexicano Alexander Acha, publicado en 2014.

## Lista de canciones
1. Dame Tu Amor (Gimme Your Love)
2. Vas A Ver
3. Tengo Ganas
4. Báilalo Conmigo
5. Más Que Demasiado
6. Killing Me
7. Cómo Puede Ser
8. Único
9. Sin Tu Amor
10. El Amor Te Va A Encontrar (Love Is Gonna Find You)
11. Verdadero Amor
12. No Pasará

© MMXIV. Warner Music México S.A. de C.V. A Warner Music Group Company.
- Datos: Q109312669